# Rebelstar
Rebelstar est un jeu vidéo de tactique au tour par tour développé par Julian Gollop, sorti en 1986 sur ZX Spectrum. C'est un remake du plus ancien Rebelstar Raiders (1984). Il a donné suite à Rebelstar II: Alien Encounter (1988) et Rebelstar: Tactical Command (2005).

## Système de jeu
Le but du jeu est de détruire une intelligence artificielle avec une équipe de soldats en évitant les adversaires contrôlés par ordinateurs. Les unités possèdent un tir opportuniste qui leur permet de tirer pendant le tour de l'adversaire sous certaines conditions. Le jeu ne propose qu'une seule carte et l'intelligence artificielle offre huit niveaux de difficulté.

## Accueil
| Rebelstar     |      |       |
| Média         | Pays | Notes |
| Crash         | GB   | 93 %  |
| Sinclair User | GB   | 5/5   |
| Your Sinclair | GB   | 7/10  |

Il est classé second meilleur jeu de tous les temps en 1992 par le magazine anglais Your Sinclair.